# The Village Blacksmith
Pour plus de détails, voir Fiche technique et Distribution.
The Village Blacksmith est un court métrage d'animation américain réalisé par Ben Sharpsteen, sorti en 1920.
Premier cartoon réalisé par Ben Sharpsteen, ce film est considéré comme perdu

## Fiche technique
- Titre original : The Village Blacksmith
- Réalisation : Ben Sharpsteen
- Scénario : Louis De Lorme, Frederick Opper
- Animateurs : Frank Moser, William Nolan
- Montage :
- Musique :
- Son :
- Producteur : William Randolph Hearst
- Sociétés de production : International Film Service
- Sociétés de distribution : Goldwyn Distributing Company
- Pays de production :  États-Unis
- Langue : film muet avec les intertitres en anglais américain
- Format : Noir et blanc — 35 mm — 1,33:1 — Muet
- Métrage : 300 mètres (1 bobine)
- Genre : Film d'animation, Comédie
- Durée : 10 minutes
- Date de sortie :
  - États-Unis :  27 octobre 1920